# Ian Miller (calciatore)
Ian Miller (Perth, 13 maggio 1955) è un allenatore di calcio ed ex calciatore scozzese, di ruolo centrocampista.

## Caratteristiche tecniche
Era un'ala destra.

## Carriera

### Giocatore
Esordisce tra i professionisti nella stagione 1973-1974 con il Bury, club della quarta divisione inglese in cui già aveva giocato per un periodo nelle giovanili, con cui conquista una promozione in terza divisione a cui contribuisce con 15 presenze; nella stagione 1974-1975 fa parte della rosa del Nottingham Forest, club di seconda divisione, con cui di fatto non gioca però nessuna partita ufficiale.
Nell'estate del 1975 si trasferisce al Doncaster, in quarta divisione, come contropartita tecnica nell'acquisto di Terry Curran da parte del Forest: qui, in un reparto offensivo composto da lui, Peter Kitchen e Brendan O'Callaghan, gioca tre stagioni consecutive da titolare, per un totale di 124 presenze e 14 reti in partite di campionato. Nell'estate del 1978 viene ceduto in uno scambio con Mick French allo Swindon Town, club di terza divisione, con cui gioca tre stagioni consecutive da titolare in questa categoria, per complessive 159 presenze e 13 reti in partite ufficiali con il club, di cui 127 presenze e 9 reti in partite di campionato.
Nell'estate del 1981 viene ceduto per 60000 sterline al Blackburn, club di seconda divisione; nella sua prima stagione nel nuovo club totalizza 42 presenze e 3 reti in campionato; anche negli anni seguenti resta in squadra e, pur senza raggiungere più quel numero di presenze, trascorre altri sette campionati consecutivi giocando quasi sempre da titolare (fa eccezione la stagione 1989-1990, con sole 23 presenze), per un totale di 264 presenze e 16 reti nella seconda divisione inglese e, più in generale, 300 presenze e 18 reti in partite ufficiali con il club, con cui nella stagione 1986-1987 vince anche una Full Members Cup.
Nell'estate del 1989 passa al Port Vale di John Rudge, con cui trascorre un'ulteriore stagione in seconda divisione; trascorre quindi una stagione come riserva (12 presenze in campionato) allo Scunthorpe Utd in quarta divisione, per poi ritirarsi nel 1992 dopo un'ultima stagione trascorsa giocando a livello semiprofessionistico con Macclesfield Town e Stafford Rangers.
In carriera ha totalizzato complessivamente 567 presenze e 40 reti nei campionati della Football League.

### Allenatore
Dal 1992 al 1994 allena nelle giovanili del Port Vale, che poi lascia per diventare allenatore nelle riserve del Wolverhampton; negli anni seguenti lavora come vice o come collaboratore tecnico per vari club, anche di prima divisione. Dal 2008 al 2020 lavora nello staff di Simon Grayson insieme al vice Glynn Snodin in tutti i vari club in cui Grayson allena in questi anni.

## Palmarès

### Giocatore

#### Competizioni nazionali
- Full Members Cup: 1

Blackburn: 1986-1987

#### Competizioni regionali
- Staffordshire Senior Cup: 1

Stafford Rangers: 1991-1992